# Институт проблем лазерных и информационных технологий РАН
Институт проблем лазерных и информационных технологий – филиал Федерального государственного учреждения «Федеральный научно-исследовательский центр «Кристаллография и фотоника» Российской академии наук (ИПЛИТ РАН) (до 1998 г. — НИЦТЛ РАН — Научно-исследовательский центp по технологическим лазерам Российской академии наук, до 2016 г. - Институт проблем лазерных и информационных технологий Российской академии наук ). Официальное название на английском языке — Institute on Laser and Information Technologies of the Russian Academy of Sciences. (ILIT RAS).

## Описание института
Организационно ИПЛИТ РАН входит в состав Отделения нанотехнологий и информационных технологий Российской академии наук (ОНИТ РАН). Институт принимает участие в Координационном совете по оптике и лазерной физике при Президиуме РАН.
Институт разрабатывает фундаментальные и прикладные проблемы создания лазерных и информационных технологий, является одним из ведущих институтов по разработке мощных технологических CO2-лазеров, а также технологий и оборудования на их основе.
Основные направления деятельности института:
- Лазерно-информационные технологии
- Применение лазеров в биомедицине
- Технологические лазеры, лазерно-компьютерные системы и технологии обработки материалов

Институт расположен в городе Шатуре и имеет отделение перспективных лазерных технологий (ОПЛТ) в городе Троицке (Москва). Научный руководитель института — академик В. Я. Панченко.

## История
Институт был создан как Научно-исследовательский центp по технологическим лазерам АН СССР в 1979 году. Идея создания центра принадлежала академику Е. П. Велихову. Во время перестройки входил в МНТК «Технологические лазеры»